# Sébastien Bruzzese
Sébastien Bruzzese (Luik, 1 maart 1989) is een Belgische voetballer met Italiaanse afkomst die als doelman speelt. Hij stond tot juli 2024 onder contract bij Cercle Brugge.

## Carrière
Bruzzese begon bij de jeugd van Club Luik te voetballen. In 2006 mocht hij debuteren in het eerste elftal van de club, dat op dat moment in de Derde Klasse voetbalde. Bruzzese speelde er drie wedstrijden. In 2007 verhuisde hij naar RSC Anderlecht, waar hij in z'n eerste seizoen in het reserveteam werd ondergebracht. In 2008 werd hij een officieel lid van het eerste elftal van Anderlecht. Aan spelen kwam hij nog niet toe. In het seizoen 2008/09 schopte hij het tijdelijk tot tweede doelman. Keeper Daniel Zitka was geblesseerd en Silvio Proto was dat seizoen uitgeleend aan Germinal Beerschot.
Eind januari 2010 verruilde Bruzzese RSC Anderlecht voor AA Gent. Bruzzese behaalde zeven caps voor het Belgisch voetbalelftal onder 19 jaar. Eind januari 2010 liet Anderlecht de doelman naar AA Gent vertrekken. Bruzesse kwam bij paars-wit nooit aan spelen toe en was op een gegeven moment vijfde in de pikorde, na Silvio Proto, Daniel Zitka, Davy Schollen en Michaël Cordier.
Op 31 januari 2011 waren hij en zijn ploegmaat Christophe Lepoint betrokken in een ernstig verkeersongeval.
Bruzzese tekende in mei 2015 een contract tot medio 2020 bij Club Brugge, ingaand per 1 juli 2015. Op 5 januari 2017 werd Bruzzese door Club Brugge voor een half seizoen verhuurd aan Sint Truiden.
Op 19 juni 2017 tekende Bruzzesse een contract voor 3 seizoenen bij KV Kortrijk. Nadat zijn contract in de zomer van 2020 afliep werd door Kortrijk beslist om niet met Bruzzese verder te gaan waardoor hij de club transfervrij kon verlaten.
Na enkele maanden zonder club gezeten te hebben maakte eersteklasser Cercle Brugge op 18 december 2020 bekend dat het een akkoord bereikt had met Bruzzese. Hij tekende er een contract tot de zomer van 2022 met de optie om dit nog met één seizoen te verlengen.

## Spelerscarrière
| Seizoen | Club           | Land            | Competitie         | Competitie | Competitie | Beker | Beker | Internationaal | Internationaal | Totaal | Totaal |
| Seizoen | Club           | Land            | Competitie         | Wed.       | Goals      | Wed.  | Goals | Wed.           | Goals          | Wed.   | Goals  |
| ------- | -------------- | --------------- | ------------------ | ---------- | ---------- | ----- | ----- | -------------- | -------------- | ------ | ------ |
| 2006/07 | RFC de Liège   | Vlag van België | Derde klasse       | 3          | 0          | 0     | 0     | —              | —              | 3      | 0      |
| 2007/08 | RSC Anderlecht | Vlag van België | Jupiler Pro League | 0          | 0          | 0     | 0     | 0              | 0              | 0      | 0      |
| 2008/09 | RSC Anderlecht | Vlag van België | Jupiler Pro League | 0          | 0          | 0     | 0     | 0              | 0              | 0      | 0      |
| 2009/10 | RSC Anderlecht | Vlag van België | Jupiler Pro League | 0          | 0          | 0     | 0     | 0              | 0              | 0      | 0      |
| 2010/11 | RSC Anderlecht | Vlag van België | Jupiler Pro League | 0          | 0          | 0     | 0     | 0              | 0              | 0      | 0      |
| 2010/11 | AA Gent        | Vlag van België | Jupiler Pro League | 3          | 0          | 1     | 0     | 0              | 0              | 3      | 0      |
| 2011/12 | AA Gent        | Vlag van België | Jupiler Pro League | 0          | 0          | 0     | 0     | —              | —              | 0      | 0      |
| 2012/13 | AA Gent        | Vlag van België | Jupiler Pro League | 0          | 0          | 0     | 0     | —              | —              | 0      | 0      |
| 2012/13 | Zulte Waregem  | Vlag van België | Jupiler Pro League | 6          | 0          | 3     | 0     | —              | —              | 9      | 0      |
| 2013/14 | Zulte Waregem  | Vlag van België | Jupiler Pro League | 1          | 0          | 7     | 0     | 0              | 0              | 8      | 0      |
| 2014/15 | Zulte Waregem  | Vlag van België | Jupiler Pro League | 0          | 0          | 3     | 0     | 0              | 0              | 3      | 0      |
| 2015/16 | Club Brugge    | Vlag van België | Jupiler Pro League | 20         | 0          | 3     | 0     | 8              | 0              | 31     | 0      |
| 2016/17 | Club Brugge    | Vlag van België | Jupiler Pro League | 0          | 0          | 0     | 0     | 0              | 0              | 0      | 0      |
| 2016/17 | → STVV         | Vlag van België | Jupiler Pro League | 5          | 0          | 0     | 0     | —              | —              | 5      | 0      |
| 2017/18 | KV Kortrijk    | Vlag van België | Jupiler Pro League | 6          | 0          | 1     | 0     | —              | —              | 7      | 0      |
| 2018/19 | KV Kortrijk    | Vlag van België | Jupiler Pro League | 18         | 0          | 2     | 0     | —              | —              | 20     | 0      |
| 2019/20 | KV Kortrijk    | Vlag van België | Jupiler Pro League | 15         | 0          | 0     | 0     | —              | —              | 15     | 0      |
| 2020/21 | Cercle Brugge  | Vlag van België | Jupiler Pro League | 1          | 0          | 1     | 0     | —              | —              | 2      | 0      |
| Totaal  | Totaal         | Totaal          | Totaal             | 78         | 0          | 21    | 0     | 8              | 0              | 107    | 0      |

## Erelijst
| Competitie         |                |                |                |                |
| Competitie         | Aantal         | Jaren          |                |                |
| RSC Anderlecht     | RSC Anderlecht | RSC Anderlecht | RSC Anderlecht | RSC Anderlecht |
| ------------------ | -------------- | -------------- | -------------- | -------------- |
| Kampioen België    | 1x             | 2009/10        |                |                |
| Beker van België   | 1x             | 2007/08        |                |                |
| Belgische Supercup | 1x             | 2010           |                |                |
| Club Brugge        |                |                |                |                |
| Kampioen België    | 1x             | 2015/16        |                |                |
| Belgische Supercup | 1x             | 2016           |                |                |